# Ploceus temporalis
El tejedor de Bocage (Ploceus temporalis) es una especie de ave paseriforme de la familia Ploceidae. Se encuentra en zonas riparias de Angola, al sureste de la República Democrática del Congo y al noroeste de Zambia.
Su nombre hace honor al naturalista portugués José Vicente Barbosa du Bocage, quien describió la especie por primera vez en 1880.